# Piece of My Heart
Piece of My Heart — романтическая песня о любви в жанре фанк-соул, написанная Джерри Раговым и Бертом Бернсом, первоначально исполенная и записанная Эрмой Франклин в 1967 году.
Песня стала хитом, когда в 1968 году свой кавер записали Big Brother and the Holding Company (при участии Дженис Джоплин на вокале). После успеха свои каверы записывали многие исполнители, среди которых Дасти Спрингфилд в 1968 году, Фейт Хилл в 1994 году и дуэт Мелиссы Этеридж и Джосс Стоун в 2005 году.
В 2004 году версия в исполнении Big Brother and the Holding Company заняла 353-е место в списке 500 величайших песен всех времён по версии журнала Rolling Stone. Песня также включена в список 500 песен Зала славы рок-н-ролла.

## Оригинальная запись Эрмы Франклин
Оригинальная версия «Piece of My Heart» была записана в 1967 году Эрмой Франклин, старшей сестрой Ареты Франклин. Запись была сделана на лейбле Shout Records продюсера Берта Бернса.
Песня достигла 10-го места в чарте синглов Billboard Hot Rhythm & Blues в США, а также добралась до 62 места в чарте синглов Billboard Pop. В Канаде песня заняла третье место в CKFH Soul Survey. В Великобритании и ряде других европейских стран сингл был переиздан в 1992 году благодаря роли в успешной рекламе джинсов Levi’s. Переиздание достигло пятого места в Дании, девятого — в Нидерландах и Великобритании и десятого в Ирландии.

#### Еженедельные чарты
| Чарт (1967–1968)                       | Высшая позиция |
| -------------------------------------- | -------------- |
| Канада (RPM Adult Contemporary)        | 3              |
| Великобритания (UK R&B, Record Mirror) | 5              |
| США (Billboard Hot 100)                | 62             |
| США (Billboard Hot R&B/Hip-Hop Songs)  | 10             |

## Версия Big Brother and the Holding Company
Через год после записи Эрмы Франклин песня стала поп-хитом в исполнении рок-группы Big Brother and the Holding Company с вокалом Дженис Джоплин. «Piece of My Heart» появилась в альбоме группы Cheap Thrills, записанном в 1968 году и выпущенным на лейбле Columbia Records. Песня заняла 12-е место в американском чарте Billboard Hot 100. Billboard назвал песню «динамитом», добавив, что она «взорвёт Hot 100». Cash Box в своей рецензии отметил «мощный» вокал Дженис Джоплин и похвалил группу. Релиз альбома стал кульминацией чрезвычайно успешного года для Джоплин с её выступлением на Фестивале в Монтерее, в театре Андерсон в Нью-Йорке и появлением на телевидении в Шоу Дика Каветта в прайм-тайм.
В одном из интервью Эрма Франклин призналась, что, услышав впервые по радио версию Джоплин, не узнала её из-за вокальной аранжировки. Писатель-культуролог Эллен Уиллис писала об этой разнице: «Когда поёт Франклин её [песню], это вызов: что бы вы ни делали со мной, я не позволю вам разрушить мою способность быть человеком, любить. Джоплин, кажется, скорее говорит: если я буду продолжать принимать это, если я буду продолжать подавать пример любви и прощения, конечно, он должен понять, измениться, вернуть мне то, что я дала». Таким образом, по мнению Уиллис, Джоплин использовала блюзовые условности не для того, чтобы преодолеть боль, а «для того, чтобы кричать об этом».
До самой смерти в 1970 году «Piece of My Heart» была самой успешной песней Дженис Джоплин в чартах. («Me and Bobby McGee», написанная Крисом Кристофферсоном, затмила популярность «Piece of My Heart», когда появилась после смерти Джоплин, добравшись до вершины чарта Billboard Hot 100 в 1971 году).

## Версия Фейт Хилл
Американская исполнительница кантри Фейт Хилл включила эту песню в свой дебютный альбом Take Me as I Am (1993); её версия заняла первое место в кантри-чартах в 1994 году.

### Чарты
| Чарт (1994)                            | Высшая позиция |
| -------------------------------------- | -------------- |
| Канада (RPM Country Tracks)            | 1              |
| США (Billboard Bubbling Under Hot 100) | 15             |
| США (Billboard Hot Country Songs)      | 1              |

| Чарт (1994)                    | Позиция |
| ------------------------------ | ------- |
| Канада (Country Tracks, RPM)   | 13      |
| США (Country Songs, Billboard) | 22      |